# Prophet (revista em quadrinhos)
Prophet é uma revista em quadrinhos americana publicada pela Image Comics. Criada por Rob Liefeld, a série teve inicialmente 10 edições lançadas em 1994, e foi protagonizada por "John Prophet", um personagem que havia surgido dois anos antes na segunda edição da da revista Youngblood, também criada por Liefeld.
Ainda na década de 1990, Liefeld sairia da Image Comics e abriria uma editora própria, onde relançou a revista, que se estendeu por mais algumas edições, mas acabou sendo cancelada, e o personagem e seus conceitos esquecidos pela crítica e público, considerados uma representação do que havia de ruim e descartável durante a "Era de Ferro" da história dos quadrinhos. Em 2012, Liefeld retornaria para a Image Comics com o propósito de coordenar uma "reinvenção" dos conceitos que havia criado anos antes, e junto com novas versões de Youngblood, Glory, Bloodstrike e Supreme, a revista Prophet também voltou a ser publicada
A nova versão da revista conta com roteiros não de Liefeld, mas do premiador autor e cartunista alternativo Brandon Graham e foi indicada ao Eisner Award de "Melhor Série" em 2013. O novo autor estabeleceu um projeto para a série, que passou a contar com quatro desenhistas diferentes: além dele próprio, Simon Roy, Farel Dalrymple e Giannis Milonogiannis. Roy ilustra a história do primeiro protagonista a aparecer na nova série, Milonogiannis ilustra as histórias com o antigo "Prophet", e Dalrymple ilustra as edições com uma segunda versão do novo personagem